# Cristian Gațu
Cristian Gațu (* 20. August 1945 in Bukarest) ist ein ehemaliger rumänischer Handballspieler, Trainer, Sportfunktionär, Staatssekretär für Jugend und Sport, Brigadegeneral sowie Präsident des rumänischen Handball-Verbandes.

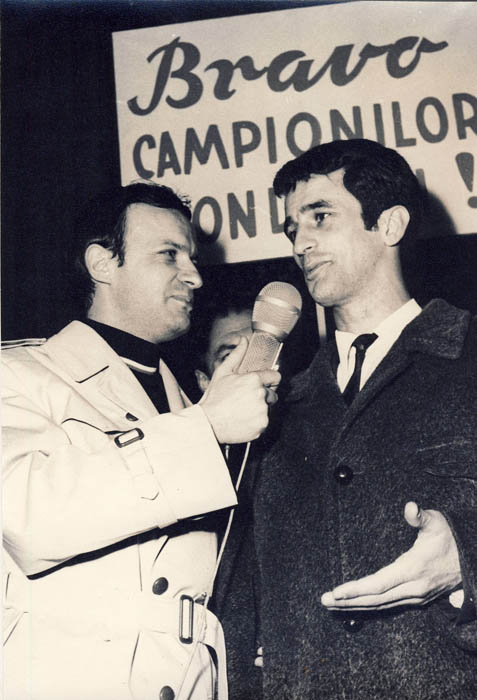
Cristian Gațu (1974)

## Leben
Gațu war der Sohn des Sportjournalisten Petre Gaţu. Er studiert zunächst Bauingenieurwesen in Bukarest und interessierte sich für Schach, Fußball und Handball. Gațu entschied sich für Handball und gewann mit Steaua Bukarest zehn nationale Titel und den Europapokal 1977. Zuvor holte er 1967 mit der Nationalmannschaft bei Handball-Weltmeisterschaft in Schweden den dritten Platz. 
Er gewann im Jahr 1970 mit dem Team bei Handball-Weltmeisterschaft in Frankreich und 1974 bei der Handball-Weltmeisterschaft in Berlin den WM-Titel. Zwei Jahre zuvor holte er 1972 mit der Mannschaft bei den Olympischen Spielen in München eine Bronzemedaille und errang 1976 bei den Olympischen Spielen in Montreal eine Silbermedaille. Anfang der 1980er Jahre zog er nach Italien und war dort als Trainer tätig.  
1983 kehrte er nach Rumänien zurück, um dort als Trainer und Sportfunktionär zu arbeiten. Von 1984 bis 1991 war er Vizepräsident von Steaua Bukarest und in den Jahren 1991 bis 1993 Staatssekretär für Jugend und Sport. Anschließend leitete er bis 1997 den Militärsport. Von 1997 bis 2014 war er Präsident des rumänischen Handball-Verbandes. Gleichzeitig war er von 1997 bis 1998 Präsidenten von Steaua Bukarest und von 1996 bis 2002 Vizepräsident des rumänischen Olympischen Komitees. Am 14. September 2007 wurde er zum Brigadegeneral befördert.

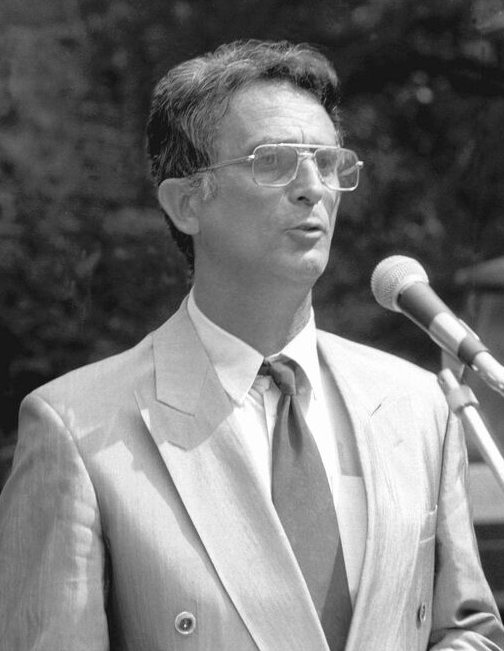
Cristian Gațu (1992)

## Erfolge

### Verein
Steaua Bukarest
- Rumänischer Meister: 1968, 1969, 1970, 1971, 1972, 1973, 1974, 1975, 1976, 1977
- Europapokal der Landesmeister: 1977
- Finalist im Europapokal der Landesmeister: 1971

### Nationalmannschaft
- Weltmeister: 1970, 1974
- Silbermedaille bei den Olympischen Spielen 1976 in Montreal
- Bronzemedaille bei den Olympischen Spielen 1972 in München

### Auszeichnungen
- Welthandballer des Jahres: 1970, 1971, 1973
- Bester Spieler bei der WM 1974
- Verdienter Meister des Sports
- Ehrenbürger von Bukarest 2006
- IHF Gold Badge of Merit: 2009